# Giorgi Csakvetadze
Giorgi Csakvetadze (grúzul: გიორგი ჩაკვეტაძე; Tbiliszi, 1999. augusztus 29. –) grúz válogatott labdarúgó, a Watford játékosa.

## Pályafutása

### Klubcsapatokban
A Norchi Dinamo Tbiliszi csapatában nevelkedett, majd csatlakozott a Dinamo Tbiliszihez. Korosztályos szinten több díjat és elismerést szerzett. 2015-ben profi szerződést írt alá, ami 3 évre szólt. 2016. november 18-án mutatkozott be az első csapatban a Lokomotivi Tbiliszi csapata ellen. 2017 nyarán aláírt a belga KAA Gent együtteséhez. Október 1-jén a Club Brugge ellen mutatkozott be a bajnokságban. 2018. január 21-én első gólját is megszerezte a KSC Lokeren Oost-Vlaanderen ellen. 2022 január végén félévre kölcsönbe került a német Hamburger SV csapatához.
2022. július 4-én a szlovák Slovan Bratislava kölcsön vette egy szezonra. A következő szezon kezdete előtt a Slovan meg akarta vásárolni, de a felek nem tudtak megegyezni az átigazolási díjról. 2023 júliusában az angol Watford egy szezonra kölcsönben szerződtette. 2024. február 1-jén végleges szerződést kötöttek.

### A válogatottban
Tagja volt a hazai rendezésű 2017-es U19-es labdarúgó-Európa-bajnokságon résztvevő keretnek. 2018. március 24-én Litvánia ellen mutatkozott be góllal a felnőtt válogatottban. Szeptember 6-án a Nemzetek Ligája történetének első mérkőzése a Kazahsztán–Grúzia találkozó volt, amit a vendégek 2–0-ra megnyertek és a tizenhatos vonaláról kilőtte a kazah kapu hosszú felső sarkát. Második válogatott mérkőzésén másodszor talált be. Október 16-án Lettország ellen  gólt és gólpasszt jegyzett. November 15-én Andorra elleni 1–1-re végződő mérkőzésen ismét eredménye volt. 2024. május 22-én Willy Sagnol szövetségi kapitány kihirdette a 26 fős Európa-bajnoki keretét, amelyben ő is szerepelt.

## Statisztika

### Klubcsapatokban
2021. november 7-i állapotnak megfelelően.
| Klub             | Szezon           | Bajnokság        | Bajnokság | Bajnokság | Kupa  | Kupa  | Nemzetközi | Nemzetközi | Egyéb | Egyéb | Összesen | Összesen |
| Klub             | Szezon           | Osztály          | Mérk.     | Gólok     | Mérk. | Gólok | Mérk.      | Gólok      | Mérk. | Gólok | Mérk.    | Gólok    |
| ---------------- | ---------------- | ---------------- | --------- | --------- | ----- | ----- | ---------- | ---------- | ----- | ----- | -------- | -------- |
| Dinamo Tbiliszi  | 2016             | Erovnuli Liga    | 5         | 0         | 0     | 0     | –          | –          | –     | –     | 5        | 0        |
| Dinamo Tbiliszi  | 2017             | Erovnuli Liga    | 24        | 5         | 2     | 0     | –          | –          | –     | –     | 26       | 5        |
| Dinamo Tbiliszi  | Összesen         | Összesen         | 29        | 5         | 2     | 0     | 0          | 0          | 0     | 0     | 31       | 5        |
| Gent             | 2017–18          | Belga bajnokság  | 19        | 1         | 0     | 0     | –          | –          | –     | –     | 19       | 1        |
| Gent             | 2018–19          | Belga bajnokság  | 23        | 5         | 4     | 1     | 4          | 0          | –     | –     | 31       | 6        |
| Gent             | 2019–20          | Belga bajnokság  | 9         | 0         | 0     | 0     | 3          | 0          | –     | –     | 12       | 0        |
| Gent             | 2020–21          | Belga bajnokság  | 3         | 0         | 0     | 0     | 1          | 0          | –     | –     | 4        | 0        |
| Gent             | 2021–22          | Belga bajnokság  | 8         | 0         | 1     | 1     | 6          | 0          | –     | –     | 16       | 3        |
| Gent             | Összesen         | Összesen         | 62        | 6         | 5     | 2     | 14         | 0          | 0     | 0     | 81       | 8        |
| Karrier összesen | Karrier összesen | Karrier összesen | 91        | 11        | 7     | 2     | 14         | 0          | 0     | 0     | 112      | 13       |

### A válogatottban
2024. június 30-i állapotnak megfelelően.
| Válogatott | Év       | Mérk. | Gólok |
| ---------- | -------- | ----- | ----- |
| Grúzia     | 2018     | 7     | 5     |
| Grúzia     | 2019     | 0     | 0     |
| Grúzia     | 2020     | 2     | 0     |
| Grúzia     | 2021     | 4     | 0     |
| Grúzia     | 2022     | 0     | 0     |
| Grúzia     | 2023     | 9     | 3     |
| Grúzia     | 2024     | 7     | 0     |
| Összesen   | Összesen | 29    | 8     |

### Góljai a válogatottban
2018. november 19-i állapotnak megfelelően.
| #  | Dátum               | Helyszín                           | Ellenfél   | Pályára lépés | Gól | Eredmény | Kiírás              |
| -- | ------------------- | ---------------------------------- | ---------- | ------------- | --- | -------- | ------------------- |
| 1. | 2018. március 24.   | Mikheil Meskhi Stadium, Tbiliszi   | Litvánia   | 1             | 4–0 | 4–0      | Barátságos mérkőzés |
| 2. | 2018. szeptember 6. | Asztanai aréna, Asztana            | Kazahsztán | 2             | 1–0 | 2–0      | Nemzetek Ligája     |
| 3. | 2018. október 16.   | Daugava Stadium, Riga              | Lettország | 5             | 3–0 | 3–0      | Nemzetek Ligája     |
| 4. | 2018. november 15.  | Estadi Nacional, Andorra la Vella  | Andorra    | 6             | 1–0 | 1–1      | Nemzetek Ligája     |
| 5. | 2018. november 19.  | Borisz Paicsadze Stadion, Tbiliszi | Kazahsztán | 7             | 2–0 | 2–1      | Nemzetek Ligája     |